# Yacuruna
Les Yacurunas sont un peuple mythique d’êtres de l’eau, ressemblant à des êtres humains.
La légende raconte qu’ils vivaient dans de magnifiques villes sous-marines, souvent aux embouchures de fleuves. Cette croyance est particulièrement répandue chez les peuples indigènes du fleuve Amazone. Ce terme dérive des termes de la langue Quechua, « yacu » (« eau ») et « runa » (« homme »).

## Description
Plusieurs récits décrivent les Yacurunas comme des êtres poilus aux pieds déformés dont la tête pouvait pivoter à 180 degrés. Différentes images représentent le Yacuruna comme une créature humanoïde accompagnée d’un serpent chevauchant un crocodile. Beaucoup le considèrent comme un dieu mythologique ayant le pouvoir de se transformer en homme séduisant. Les Yacurunas capturent leurs victimes en les attirant grâce à leur charme.
La nuit, les Yacurunas parcourent la forêt amazonienne en se servant d’un crocodile noir comme d’un canoë, un boa géant autour du cou. Les habitants pensent que le jour, les Yacurunas dorment au fond des rivières et des lacs, en gardant toujours un œil ouvert.
Les Yacurunas ont la faculté de communiquer avec les animaux aquatiques de l’Amazone et exercent un contrôle total sur eux. Les habitants pensent que les Yacurunas peuvent se transformer en boto (plus connu sous le nom de dauphin rose de l’Amazone), attiré par l’odeur du sang menstruel des femmes. Une fois la femme trouvée, le Yacuruna se transforme en un séduisant et attirant jeune homme qui se sert ensuite d’aphrodisiaque pour la kidnapper et l’emmener dans son royaume, dans les profondeurs des rivières.

## Les cités sous-marines
La légende raconte que les Yacurunas habitent dans des cités sous-marines ressemblant aux villes humaines, de sorte qu’on peut croire au reflet d’une ville humaine à la surface de l’eau. Ces cités sous-marines sont composées de palais de cristal aux murs faits d’écailles de poisson et de perles multicolores, auxquels sont suspendus des hamacs en plume surmontés par des moustiquaires en ailes de papillons. Les hamacs sont des serpents, les sièges, des tortues, et les canoés, des crocodiles.

## Kidnapping
On peut définir les Yacurunas comme des esprits séducteurs et sexuellement dangereux qui attirent les humains dans l’eau en prenant forme humaine. Lorsque des membres du peuple amazonien viennent à disparaître, comme des pêcheurs, des hommes mariés et des jeunes filles (qui deviennent mystérieusement enceintes) l’hypothèse privilégiée est que les Yacurunas les ont séduits et capturés. Les Yacurunas accueillent les victimes qu’ils ont enlevées dans leurs cités sous-marines.
Les victimes kidnappées se transforment peu à peu pour finir par ressembler à leurs ravisseurs au bout d’un certain temps. Ce sont leurs yeux qui subissent la première transformation pour ressembler à ceux des Yacurunas, puis leur tête et leurs pieds se retournent. Une fois que la transformation est complète, l’humain est devenu un Yacuruna à part entière. La transformation en Yacuruna est irréversible. Ainsi, une personne transformée ne peut plus retourner chez elle.. Les Yacurunas tourneraient la tête de la victime pour qu’elle ne puisse plus retrouver le chemin de sa maison et qu’elle soit obligée de rester dans la cité sous-marine.
Don Juan Flores Salazar raconte comment sa petite sœur fut enlevée par un Yacuruna. Un jour, alors qu’elle était en train de nager, elle fut attirée sous l’eau et disparut. Il ne la revit que plusieurs années plus tard, vivante mais transformée en sirène. Elle était mariée à un Yacuruna et avait acquis les connaissances pour devenir guérisseuse de l’eau. Ils se félicitèrent mutuellement car lui aussi était guérisseur des terres. Il pensait en outre que c’était le destin de sa sœur de devenir un « yacuruna ».

## Chamanisme
Les Yacurunas ont la faculté de guérir les autres. Un Yacuruna, en tant que familier, peut être appelé par un chaman pour lui venir en aide dans le processus de guérison. Les Yacurunas peuvent transmettre leurs connaissances en guérison à une personne malade ou à un chaman, de manière à établir une confiance. Une fois cette confiance établie, les Yacurunas retournent la tête de la personne vers l’avant, de manière à l’autoriser à retourner dans le monde humain. Il arrive que les Yacurunas enlèvent les personnes d’une communauté, et c’est alors la mission du chaman de les persuader de rendre le corps intact.
Les Yacurunas peuvent avoir des pouvoirs chamaniques et se révéler de puissants alliés pour un chaman.